# Интерлеукин 35
Интерлеукин 35 (ИЛ-35) припада ИЛ-12 фамилији цитокина коју производе регулаторне, али не ефекторске, T ћелије и која игра улогу у имуносупресији. То је димерични протеин који се састоји од ИЛ-12α и ИЛ-27β ланаца, који су кодирани са два посебна гена звана ИЛ12A и EBI3. Пошто је излучен из регулаторних Т ћелија (Tрег), ИЛ-35 супресира инфламаторни одговор имуних ћелија. Студије на мишевима су показале да одсуство било којег ИЛ-35 ланца из регулаторних Tгег редукује ћелијску способност да супресују инфламацију; то је запажено у току експеримената на ћелијским културама и користећи експериментални модел за упалну болест црева. Да би произвео своје супресивне ефекте, ИЛ-35 има селективне активности на различитим подскуповима T ћелија; он индуцира пролиферацију Tрег ћелијских популација али умањује активност Tх17 ћелијских популација.